# Реус, Нина Петровна
Нина Петровна Реус (укр. Ніна Петрівна Реус, род. 29 ноября 1949) — советская и украинская актриса. Заслуженная артистка Украины (2007). Кавалер ордена княгини Ольги III степени (2012). Член Национального союза кинематографистов Украины.
Родилась 29 ноября 1947 года в поселке Краснополье Сумской области в семье служащего. Окончила Киевский государственный институт театрального искусства им. И. Карпенко-Карого.
С 1969 года — актриса Киевской киностудии им. А. Довженко. Появилась в фильмах «Совесть» (1968), «Тяжёлый колос» (1969), «Дума о Ковпаке» (1973—1976), «Рождённая революцией» и «Там вдали, за рекой» (1975), «Я больше не буду» (1976), «Дударики» (1979), «Дачная поездка сержанта Цыбули» (1979) и ряде других.